# Apatemyidae
Apatemyidae (лат.) — вымершее семейство млекопитающих подотряда пантодонтов отряда цимолесты. Ископаемые остатки Apatemyidae найдены в отложениях с палеоцена по олигоцен на территории Европы и Северной Америки.
Как и большинство млекопитающих палеоцена, Apatemyidae были небольшими и, предположительно, насекомоядными. Их размер варьировал от сони до крупной крысы. Пальцы на ногах были тонкими и с развитыми когтями, и представители семейства, вероятно, вела в основном древесный образ жизни. Череп был довольно массивным по сравнению с грацильным скелетом, а передние зубы были длинными и крючковатыми, напоминая зубы современных ай-ай, которые добывают пищу, отгрызая кору передними зубами, чтобы достать из-под нее личинок насекомых.

## Классификация
По данным сайта Paleobiology Database, на февраль 2024 года в семейство включают 12 вымерших родов:
- Apatemys Marsh, 1872
- Carcinella Von Koenigswald et al., 2009
- Eochiromys Teilhard de Chardin, 1927
- Frugivastodon Bajpai et al., 2005
- Heterohyus Gervais, 1848
- Jepsenella Simpson, 1940
- Labidolemur Matthew and Granger, 1921
- Russellmys Estravís, 1990
- Sinclairella Jepsen, 1934
- Stehlinella Matthew, 1929
- Teilhardella Jepsen, 1930
- Unuchinia Simpson, 1937